# You Make Me Wanna
You Make Me Wanna è un brano musicale R&B del cantante statunitense Usher, scritto dallo stesso insieme a Manuel Seal e Alphonse Williams e prodotto da Jermaine Dupri, pubblicato nel 1997 come singolo d'apertura del suo secondo album My Way. Si tratta del primo singolo di Usher ad aver avuto davvero successo e ad aver definitivamente lanciato la carriera internazionale del cantante. Il brano ha raggiunto la seconda posizione della classifica ufficiale statunitense e la prima posizione di quella britannica, ricevendo il doppio disco di platino negli Stati Uniti con oltre due milioni di copie vendute e il disco d'argento nel Regno Unito. Il singolo ha inoltre speso undici settimane consecutive alla prima posizione della classifica R&B ufficiale statunitense ed è entrato nella top20 di molte classifiche internazionali. La canzone fu nominata ai Grammy Awards del 1998 nella categoria Migliore Interpretazione R&B maschile.

## Composizione e testo
Il brano è il primo singolo dell'artista ad essere stato prodotto da Jermaine Dupri e segna l'inizio di una lunga e fruttuosa collaborazione con il produttore. Il pezzo attinge le sue sonorità dal R&B, dal soul e dal pop ed è costruito sulla base di una chitarra acustica, oltre ad incorporare pesantemente elementi di Hi-hat e campane.
Il testo affronta la situazione di un ménage a trois in cui il cantante si troverebbe coinvolto insieme alla sua fidanzata ufficiale e alla migliore amica di quest' ultima. Nel ritornello della canzone l'artista ripete "Vuoi farmi lasciare quella con cui sto e iniziare una relazione con te". Usher dichiarò alla rivista Rolling Stone di essere stato ispirato per il testo del brano dalle sue precedenti esperienze con tre ragazze nello stesso periodo.

## Il singolo
Si tratta del primo singolo del cantante a raggiungere la vetta della classifica inglese, oltre ad essere arrivata al numero due della Billboard Hot 100. Il singolo di Usher è stato inoltre uno dei brani più longevi nella Billboard R&B/Hip-Hop con 71 settimane di permanenza, dietro solo a Be Without You di Mary J. Blige con 75 settimane di permanenza in chart.

## Il video
Il video prodotto per You Make Me Wanna è stato diretto da Bille Woodruff, con il montaggio di Nabil Mechi e la fotografia di Daniel Pearl. Le coreografie del brano sono state curate da Jamal & Rosero. Nel video Usher esegue il brano in diverse location e con abbigliamento differente, spesso eseguendo una coregorafia insieme ad altri quattro ballerini neri.

## Tracce
| UK CD 1 1. You Make Me Wanna (Album Version) 2. You Make Me Wanna (JD Remix) 3. You Make Me Wanna (Lil Jon's Eastside Remix) 4. You Make Me Wanna (Timbaland Remix) 5. You Make Me Wanna (JD Remix Instrumental) 6. You Make Me Wanna (Lil Jon's Eastside Remix Instrumental) | UK CD 2 1. You Make Me Wanna (Album Version) 2. You Make Me Wanna (Tuff Jam Classic Garage Mix) 3. You Make Me Wanna (Tuff Jam Classic Garage Instrumental) 4. You Make Me Wanna (Tuff Jam UVM Dub Mix) 5. You Make Me Wanna (Instrumental Dub Mix) |

## Classifiche
| Classifica                           | Posizione più alta |
| ------------------------------------ | ------------------ |
| Svizzera                             | 12                 |
| Francia                              | 20                 |
| Paesi Bassi                          | 6                  |
| Belgio                               | 30                 |
| Svezia                               | 24                 |
| Norvegia                             | 12                 |
| Australia                            | 6                  |
| Germania                             | 18                 |
| Nuova Zelanda                        | 15                 |
| Regno Unito                          | 1                  |
| U.S. Billboard Hot 100               | 2                  |
| U.S. Billboard Hot R&B/Hip-Hop Songs | 1                  |

### Classifiche decennali
| Classifica (1990–1999) | Posizione |
| ---------------------- | --------- |
| Stati Uniti            | 45        |